# Кенгірське
Кенгі́рське (каз. Кеңгір) — село у складі Жезказганської міської адміністрації Улитауської області Казахстану. Адміністративний центр Кенгірського сільського округу.
Населення — 2258 осіб (2021; 2393 у 2009, 2441 у 1999, 2195 у 1989).
Національний склад станом на 1989 рік:
- казахи — 42 %;
- росіяни — 34 %.